# Nuss (Armbrustbauteil)

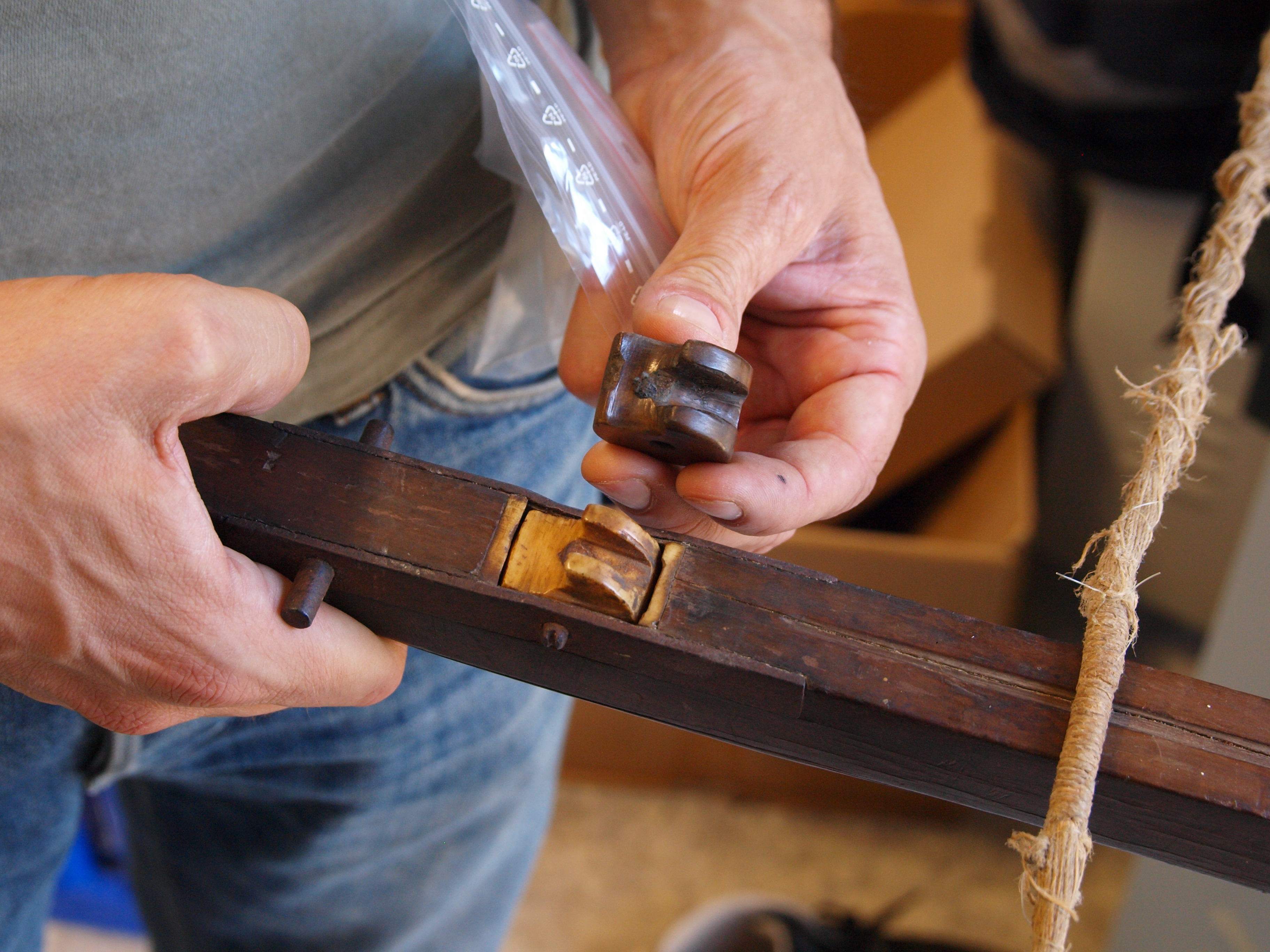
Nuss aus dem 16. Jahrhundert (oben) im Vergleich mit einer vollständigen Armbrust

1. Nuss einer Armbrust, 2. Sehne, 3. Bolzen, 4. Auslöser

Die Nuss ist ein entscheidendes Teil im Abzug der meisten mittelalterlichen Armbrüste. Sie wurde aus Horn, Hirschgeweih und später auch aus Metall hergestellt. Die Nuss dient dazu, die Bogensehne festzuhalten, bevor die unter Druck stehende Nuss durch den Abzug freigegeben wird. Die Nuss sitzt im Nussbrunnen, einer Aussparung des Schaftes, die der Nuss freien Lauf gewährt. Zudem wird die Nuss durch den Nussfaden gehalten, einen gewachsten Leinenzwirn.